# Christine Larsen
Christine Larsen, född 15 december 1967 i Coquitlam, British Columbia, är en kanadensisk konstsimmare.
Hon tog OS-silver i lagtävlingen i konstsim i samband med de olympiska konstsimstävlingarna 1996 i Atlanta.